# Eldorado (roman)
Pour les articles homonymes, voir Eldorado (homonymie).
Eldorado est un roman de Laurent Gaudé publié le 18 août 2006 en coédition chez Actes Sud et aux éditions Barzakh. Ce roman est écrit par Laurent Gaudé immédiatement après l'obtention du prix Goncourt en 2004 pour Le Soleil des Scorta. Il met en scène à nouveau le sud de l'Italie en entremêlant alternativement les histoires des différents protagonistes, cette fois-ci à travers le phénomène d'immigration clandestine, en provenance d'Afrique du Nord vers l'île italienne de Lampedusa, qui a pris de l'ampleur à partir de 2004-2005.

## Résumé
Salvatore Piracci est un officier de marine depuis 15 ans, et depuis trois ans, le commandant de la frégate Zeffiro, un navire des gardes côtes italiens basé à Catane chargé de surveiller les embarcations amenant illégalement des immigrés clandestins sur l'île de Lampedusa. Il se voit comme le « gardien de la citadelle Europe » faisant face, comme il le peut, à la détresse des immigrés risquant leur vie pour poser le pied dans un Eldorado imaginaire en quête d'une vie meilleure. Nombreux sont ceux qui meurent en route, livrés par des passeurs sans morale au sort des flots ou dépouillés en cours de route, au détour d'une frontière. Parmi ceux-ci, le hasard lui fait rencontrer dans les rues de Catane une femme qu'il avait sauvée quelques années auparavant sur le Vittoria. Elle lui explique que lors de la traversée son bébé était mort de soif et avait dû être jeté en mer. N'ayant trouvé la force de survivre que dans l'espoir de se venger un jour des passeurs qui les avaient trahis, elle vient demander à Piracci une arme afin de retourner au Proche-Orient et abattre le responsable qu'elle a fini par identifier : un dénommé Hussein Marouk. Piracci l'ayant sauvée naguère, elle le convainc qu'il doit maintenant l'aider à accomplir son objectif. Devant la force et la détermination de cette femme, il ne peut qu'accepter. Lors d'une énième patrouille, le commandant Piracci ne réussit, malgré tous ses efforts, à retrouver que deux d'un groupe de cinq embarcations en détresse durant une nuit de tempête. La colère le submerge. Un court échange avec l'un des rescapés le déstabilise un peu plus dans ses sentiments et le sens de son travail : il refuse in extremis et à regret de cacher cet homme à bord et doit le livrer aux autorités italiennes. Sa décision est prise, il décide de tout quitter et de partir pour l'Afrique du nord à bord d'une barque de pêcheurs.
Durant le même temps, deux frères soudanais Soleiman et Jamal font route vers la Libye afin de tenter la traversée pour l'Europe. Une fois la frontière passée, Jamal annonce à son jeune frère qu'il s'arrête là. Se sachant malade, il lui explique qu'il ne pourra effectuer la traversée avec lui et qu'il ne l'a accompagné jusqu'ici que pour être sûr que celui-ci irait, désormais seul, jusqu'au bout de leurs rêves communs. Jamal le force à continuer en arguant que la fin du voyage et la traversée sont déjà à moitié payées. Se jurant de réussir, Soleiman continue son chemin jusqu'au moment où tout le groupe de migrants se fait dépouiller par les passeurs (après le passage de la ville d'Al-Zuwarah) et est abandonné sur le bord de la route. Soleiman, qui a tenté de résister, est légèrement blessé. Il se retrouve seul avec Boubakar, un Malien claudiquant qui, depuis sept ans, fait obstinément route vers le nord. Celui-ci indique à Soleiman que les Libyens bloquent désormais l'immigration à la suite des accords avec l'Italie datant de 2005. Pour lui la porte d'entrée vers l'Europe se trouve maintenant au Maroc et plus précisément à Ceuta, enclave espagnole autonome sur le continent nord-africain. Ils décident d'unir leurs forces en l'absence de toute ressource, et petit à petit, au fil des mois, font route vers le Maroc en passant par Ghardaïa.
De son côté, Salvatore Piracci, arrivé en Afrique, perd petit à petit son envie de vivre après avoir rencontré la chef des passeurs, la reine d’Al-Zuwarah. Elle lui propose de travailler pour elle, et lui laisse une grosse somme d'argent afin de le convaincre. Il s’enfuit vers Ghardaïa pour échapper à ces obligations. En chemin, il tente de s’immoler par le feu mais n'y arrive pas, car il n'a pas de briquet. Puis, arrivé à Ghardaïa, il rencontre Soleiman qui le confond avec une ombre de Massambalo, c'est-à-dire le messager d'une divinité veillant sur les voyageurs en leur portant chance ; Piracci se prête au jeu. Soleiman donne le collier vert au commandant que Jamal, son frère lui a légué avant de se quitter. Le changement d'attitude de Soleiman lui fait comprendre que sa voie est peut-être de transmettre la « fièvre de l'Eldorado ». Néanmoins, en errant sans but sur la route il se fait heurter par un camion d'immigrants et trouve la mort, apaisé. 
Arrivés à Ceuta, les clandestins font face à la barrière de Ceuta, double rangée de barbelés et de murs empêchant l'entrée sur le territoire espagnol. Après des jours d'attente et sous la pression grandissante des autorités marocaines qui voient d'un mauvais œil ces masses vagabondes, plusieurs centaines de candidats à l'immigration décident de tenter un passage en force en prenant d'assaut la barrière avec des échelles de fortune. Soleiman et Boubakar sont parmi eux et lors de l'assaut, réussissent en s'entraidant, à faire partie des rares personnes à passer l'ultime frontière.

## Réception critique
Ce roman est pour de nombreux critiques venu confirmer Laurent Gaudé comme une « valeur sûre » de la littérature française capable, grâce au « souffle épique», « d'aborder, sous le couvert de la fiction, les grands problèmes qui se posent au monde moderne ».
Eldorado reçoit le prix des lycéens de l'Euregio 2010.

## Éditions
- Actes Sud, 2006  (ISBN 978-2742762613)[1]
- Coll. « Babel », Actes Sud, 2007  (ISBN 978-2742769322)
- J'ai lu, no 8864, 2009  (ISBN 9782290006542), 224 p.